# Малеско
Малѐско (на италиански: Malesco, на местен диалект: Malesch, Малеск) е село и община в Северна Италия, провинция Вербано-Кузио-Осола, регион Пиемонт. Разположено е на 761 m надморска височина. Населението на общината е 1461 души (към 2010 г.).